# طولدان عوضي (ميانكوه)
طولدان عوضي (بالفارسية: طولدان عوضی) هي قرية تقع في إيران في Miankuh Rural District.